# Соколовка (Калінінградська область)
Соколовка (рос. Соколовка) — селище Гур'євського міського округу, Калінінградської області Росії. Входить до складу Добринського сільського поселення.
Населення —  7 осіб (2015 рік).

## Видатні уродженці
- Кесслер Карл Федорович

## Населення
| 2002 | 2010 |
| ---- | ---- |
| 6    | ↗7   |